# Albumy numer jeden w roku 2001 (Japonia)
Notowanie Weekly Album Chart (jap. 週間アルバムランキング Shūkan Arubamu Chāto) przedstawia najlepiej sprzedające się albumy w Japonii. Publikowane jest ono przez magazyn Oricon Style, a dane kompletowane są przez Oricon w oparciu o cotygodniowe wyniki sprzedaży fizycznej albumów. Poniżej znajdują się tabele prezentujące najpopularniejsze albumy w danych tygodniach w roku 2001.

## Oricon Weekly Album Chart
| Data            | Album                                                                                    | Wykonawca                                   | Źródło |
| --------------- | ---------------------------------------------------------------------------------------- | ------------------------------------------- | ------ |
| 1 stycznia      | PERIOD ~THE BEST SELECTION~                                                              | Luna Sea                                    | [ 2 ]  |
| 8 stycznia      | wstrzymanie publikacji                                                                   | wstrzymanie publikacji                      |        |
| 15 stycznia     | Very best                                                                                | V6                                          | [ 3 ]  |
| 22 stycznia     | THE GREATEST HITS                                                                        | Love Psychedelico                           | [ 4 ]  |
| 29 stycznia     | THE GREATEST HITS                                                                        | Love Psychedelico                           | [ 5 ]  |
| 5 lutego        | ARASHI No.1 ~Arashi wa arashi o yobu~ (jap. ARASHI No.1〜嵐は嵐を呼ぶ〜)                 | Arashi                                      | [ 6 ]  |
| 12 lutego       | Best! Morning Musume. 1 (jap. ベスト! モーニング娘。1)                                   | Morning Musume                              | [ 7 ]  |
| 19 lutego       | WARP                                                                                     | Judy and Mary                               | [ 8 ]  |
| 26 lutego       | Jikan no tsubasa (jap. 時間の翼)                                                         | Zard                                        | [ 9 ]  |
| 5 marca         | NEW WORLD                                                                                | Do As Infinity                              | [ 10 ] |
| 12 marca        | Da Best of Da Pump                                                                       | Da Pump                                     | [ 11 ] |
| 19 marca        | Insomnia (jap. インソムニア)                                                             | Chihiro Onitsuka                            | [ 12 ] |
| 26 marca        | Clicked Singles Best 13                                                                  | L’Arc-en-Ciel                               | [ 13 ] |
| 2 kwietnia      | Smap Vest                                                                                | SMAP                                        | [ 14 ] |
| 9 kwietnia      | Distance                                                                                 | Hikaru Utada                                | [ 15 ] |
| 16 kwietnia     | A BEST                                                                                   | Ayumi Hamasaki                              | [ 16 ] |
| 23 kwietnia     | Distance                                                                                 | Hikaru Utada                                | [ 17 ] |
| 30 kwietnia     | Together! -Tanpopo, Petit, Mini, Yuko- (jap. Together! -タンポポ・プッチ・ミニ・ゆうこ-) | Yūko Nakazawa, Tanpopo, Petitmoni, Minimoni | [ 18 ] |
| 7 maja          | MARVELOUS                                                                                | Misia                                       | [ 19 ] |
| 14 maja         | MARVELOUS                                                                                | Misia                                       | [ 20 ] |
| 21 maja         | COLORLESS                                                                                | shela                                       | [ 21 ] |
| 28 maja         | LOOKING BACK 2                                                                           | Kazumasa Oda                                | [ 22 ] |
| 4 czerwca       | The Great Escape -COMPLETE BEST-                                                         | Judy and Mary                               | [ 23 ] |
| 11 czerwca      | FUN for FAN                                                                              | Ami Suzuki                                  | [ 24 ] |
| 18 czerwca      | Love Notes                                                                               | Gospellers                                  | [ 25 ] |
| 25 czerwca      | Love Notes                                                                               | Gospellers                                  | [ 26 ] |
| 2 lipca         | Natsufuku (jap. 夏服)                                                                    | Aiko                                        | [ 27 ] |
| 9 lipca         | Natsufuku (jap. 夏服)                                                                    | Aiko                                        | [ 28 ] |
| 16 lipca        | Perfect Crime                                                                            | Mai Kuraki                                  | [ 29 ] |
| 23 lipca        | Mr. Children 1992–1995                                                                   | Mr. Children                                | [ 30 ] |
| 30 lipca        | Mr. Children 1992–1995                                                                   | Mr. Children                                | [ 31 ] |
| 6 sierpnia      | E album                                                                                  | KinKi Kids                                  | [ 32 ] |
| 13 sierpnia     | Volume 6                                                                                 | V6                                          | [ 33 ] |
| 20 sierpnia     | pamS                                                                                     | SMAP                                        | [ 34 ] |
| 27 sierpnia     | Glitter (jap. グリッター)                                                                | Mariah Carey                                | [ 35 ] |
| 3 września      | Bon Appetit!                                                                             | Mariya Takeuchi                             | [ 36 ] |
| 10 września     | Bon Appetit!                                                                             | Mariya Takeuchi                             | [ 37 ] |
| 17 września     | Best + Ura Best + Mihappyō-kyoku-shū (jap. ベスト+裏ベスト+未発表曲集)                   | Cocco                                       | [ 38 ] |
| 24 września     | Best + Ura Best + Mihappyō-kyoku-shū (jap. ベスト+裏ベスト+未発表曲集)                   | Cocco                                       | [ 39 ] |
| 1 października  | DEEP FOREST                                                                              | Do As Infinity                              | [ 40 ] |
| 8 października  | SUPER EUROBEAT presents ayu-ro mix 2                                                     | Ayumi Hamasaki                              | [ 41 ] |
| 15 października | Sugarless                                                                                | Shikao Suga                                 | [ 42 ] |
| 22 października | WOMAN 2                                                                                  | różni artyści                               | [ 43 ] |
| 29 października | WOMAN 2                                                                                  | różni artyści                               | [ 44 ] |
| 5 listopada     | Greatest Hits, Chapter One (jap. グレイテスト・ヒッツ・チャプター・ワン)                 | Backstreet Boys                             | [ 45 ] |
| 12 listopada    | Candlize                                                                                 | Hitomi Yaida                                | [ 46 ] |
| 19 listopada    | The Way We Are                                                                           | Chemistry                                   | [ 47 ] |
| 26 listopada    | sweet,bitter sweet ~ YUMING BALLAD BEST                                                  | Yumi Matsutōya                              | [ 48 ] |
| 3 grudnia       | sweet,bitter sweet ~ YUMING BALLAD BEST                                                  | Yumi Matsutōya                              | [ 49 ] |
| 10 grudnia      | ONE LOVE                                                                                 | Glay                                        | [ 50 ] |
| 17 grudnia      | monkey girl odyssey                                                                      | Dreams Come True                            | [ 51 ] |
| 24 grudnia      | singles                                                                                  | My Little Lover                             | [ 52 ] |
| 31 grudnia      | w-inds. ~1st message~                                                                    | W-inds.                                     | [ 53 ] |